# Ali Rabo
Ali Rabo (Ouagadougou, 6 de junho de 1986) é um futebolista profissional burquinense que atua como meia.

## Carreira
Ali Rabo representou o elenco da Seleção Burquinense de Futebol no Campeonato Africano das Nações de 2013.

## Títulos
Burkina Faso
- Campeonato Africano das Nações: 2013 - 2º Lugar.